# Eresing
Eresing er en kommune i Landkreis Landsberg am Lech, Regierungsbezirk Oberbayern i den tyske delstat Bayern. Den udgør sammen med kommunerne Windach og Finning Verwaltungsgemeinschaft Windach.

## Geografi
Eresing ligger ca. 6 km nordvest for Ammersee og er omgivet af det bakkerne i Bayerisches Alpenvorland der er dannet i Würm-istiden.

## Inddeling
I kommunen ligger ud over Eresing landsbyerne:
- Algertshausen
- Pflaumdorf, der ligger ca. 4 km nordvest for Ammersee.
- Sankt Ottilien